# Воломин
Воломин (пољ. Wołomin) град је у Мазовском војводству, удаљен око 20 километара од центра Варшаве. Овај град је средиште општине.

## Географски положај
Воломин се налази у Воломинској низији, која је део Мазовске низије. Кроз град тече река Црна (Czarna). Општина Воломин се граничи са следећим општинама: Кобилка (Kobyłka), Рађимин, Клембув, Зјелонка, Посвјентне. Кроз град пролази окружни пут бр. 634 као и окружни пут бр. 635
.

## Демографија
| 2012.  |
| ------ |
| 37.459 |